# Últimos momentos de um bandeirante
Últimos momentos de um bandeirante é um quadro de pequenas dimensões (24 x 31 cm), feito a partir de pintura em óleo sobre cartão, com traços e contornos difusos. Datada de 1932, a obra foi produzida pelo pintor chileno Henrique Bernardelli (1858–1936). Hoje, integra o acervo do Museu Paulista da USP (ou Museu do Ipiranga), ocupando a área destinada à série temática, dedicada à ornamentação do museu.
A historiografia já se encarregou de reconstruir o episódio que gerou conflito em relação ao conteúdo das iconografias  do Museu Paulista com a decoração do espaço das dependências do Monumento Ipiranga, em 1892, em São Paulo. Via-se, de um lado, o projeto do diretor Affonso d´Escragnolle Taunay: criar uma ideia e imagem heroicas dos bandeirantes paulistas, um discurso afirmativo de que foram eles os salvadores das terras paulistas, e de outro lado, produções artísticas como a de Rodolpho Amoedo (1857–1941), e, especialmente, Henrique Bernadelli. Este último destaca-se pois foi responsável pela produção mais opositória, resistente e contraditória em relação à postura adotada por Taunay, que recebia, também, apoio do então prefeito da cidade de São Paulo, Washington Luis (1869–1957).
A partir de um extenso compilado de trabalhos que envolviam brasões, desenhos para anúncios, capas de catálogos e programas, diplomas, cartazes, debêntures, ilustrações, etiquetas, selos, medalhas, estandartes, decorações para murais e tetos e paineis, grupo que forma os principais tipos de pedidos para artistas dos séculos XIX e XX, Henrique Bernardelli decidiu criar seu próprio acervo, formado por diversas obras em formas já citadas, mas com um ponto em comum: a predominância de figuras humanas. Para Mário Barata, o pintor escolheu, -- aparentemente, sem atender a pedidos de encomendas -- o tema Bandeirantes, formando o que foi posteriormente chamado de “trabalho-programa” (um programa em andamento, inacabado). Deste “trabalho-programa”, destacam-se as obras: “Os bandeirantes” (1889); “Prólogo e Epílogo” (1916); “Ciclo de caça ao índio” (1923); “O chefe bandeirante” (1923–29); “Retirada do cabo de São Roque” (1927), e a derradeira “Últimos momentos de um bandeirante” (1932), realizada após o pintor abandonar a ideia de Taunay de montar uma galeria de heróis. Com exceção do Ciclo de caça ao índio, em todas as outras pinturas citadas, Bernardelli retrata os bandeirantes sob um mesmo enfoque: a natureza, incluindo a imagem do índio, aparece sempre em sobreposição ao homem -- ou colonizador -- branco, apesar de estar sempre na direção ou caminhando para a mesma direção do homem branco; e o bandeirante é sempre retratado como uma figura envelhecida e estanque ou enfermo, longe da ideia de herói repleto de virilidade que Taunay tanto desejava criar no imaginário público.

## Descrição
Na pintura, é retratado o momento da morte de um chefe Bandeirante, que aparece sozinho deitado em uma rede.
A figura de um bandeirante velho, magro e maltrapilho, estendido em uma rede branca -- que ocupa a quase totalidade da horizontal do quadro -- domina a atenção para o centro da obra. Seus braços estão abertos e levemente cobertos por uma camisa branca rasgada inteiramente, caídos para fora da rede, formam o símbolo de uma cruz na diagonal; sua cabeça está voltada para a esquerda, levemente deslocada para fora da rede. O braço direito cai em direção ao chão, enquanto o esquerdo está erguido, apoiado sobre o tecido da rede, em direção a um de seus pontos de sustentação na parede. A imagem formada pode fazer alegoria com uma cruz descendente, o que simboliza a morte do homem retratado, e evoca, também, a famosa cena do braço pendente de Marat na banheira, em uma versão abrasileirada e decrépita do quadro de Jacques-Louis David (1748–1825) -- A morte de Marat. O espaço em que se passa a morte do bandeirante é um cômodo escuro, pequeno, desagradável, repleto de objetos ou quinquilharias, onde existe uma vela acesa e um cão que, sentado, oferece companhia ao velho, representando um personagem que vela por alguém está próximo da morte. O chão parece ser composto de terra seca, e o ambiente se assemelha a uma caverna, ou a um lugar muito sujo e escuro; existem quadros e estantes na parede, o que preenche as laterais do quadro.

## Contexto histórico
O fato retratado no quadro pode ser entendido como um memento mori, em razão da ressignificação trágica incorporada à figura do bandeirante. Não existem indícios comprovatórios de quem seria o personagem no quadro, mas tudo leva a crer que seja Fernão Dias Paes Leme (1608-1681). A suposição é razoável porque foi ele um dos mais importantes bandeirantes; o singular e afamado líder longínquo que teve sua morte ambientada no sertão brasileiro, aos 73 anos de idade, com exceção de João Gonçalves da Costa, que faleceu aos 100 anos. Além disso, foi ele uma figura de extrema importância para a comunidade paulista no século XVII. Saía em busca de criar relações afáveis com famílias da elite paulista e clãs da cidade, como  os  Pires e os Camargo; além de ter realizado inúmeras incursões rumo ao interior de São Paulo. Francis Melvin Lee entende a obra do autor como "um depoimento de solidão que não permite sequer lembrança do passado glorioso".
Passado o acontecimento da “aclamação” de Amador Bueno, Fernão Dias foi um dos que participaram do processo de assinar a ‘ata de fidelidade’ a Dom João IV de Portugal. A ocorrência da busca por pedras preciosas de esmeraldas no sertão e a traição que sofreu de seu filho José Dias Pais, foi uma das mais dramáticas e pungentes histórias contadas na literatura brasileira realista. Aparecia não só em antologias poéticas variadas, como em livros didáticos escolares. Olavo Bilac (1865–1918) escreveu um longo poema que narra o episódio e que teve sucesso de recepção desde sua publicação: "O Caçador de Esmeraldas".
" (...) O Sertanista ousado agoniza, sozinho.
Empasta-lhe o suor a barba em desalinho;
E com a roupa de couro em farrapos, deitado,
Com a garganta afogada em uivos, ululante,
Entre os troncos da brenha hirsuta, - o Bandeirante
Jaz por terra, à feição de um tronco derribado...
Ah! mísero demente! o teu tesouro é falso!
Tu caminhaste em vão, por sete anos, no encalço
De uma nuvem falaz, de um sonho malfazejo!
Enganou-te a ambição! mais pobre que um mendigo,
Agonizas, sem luz, sem amor, sem amigo,
Sem ter quem te conceda a extrema-unção de um beijo! (...) "
                                                                            Olavo Bilac

1931, ano anterior à produção do quadro, foi, também, o ano da morte de Rodolfo Bernardelli (1852–1931), escultor e irmão mais velho de Henrique Bernardelli. Nos anos antecedentes, Rodolfo havia retratado o tema da morte em diversas esculturas suas. Em duas obras suas, produzidas antes da icônica “Últimos momentos de um bandeirante” de seu irmão, Rodolfo aborda a morte de maneiras distintas. Na escultura “Caçando mariposa”, concebeu uma morte que parecia caminhar rápida, abraçada por um imenso véu que deixava ver sua expressão enquanto carregava consigo uma criança vulnerável, indefesa e débil. Em outra delas, a intitulada “Psiu!”, retratou uma imagem envolta em um tecido que transparece a ossatura de um corpo sentado sobre uma pilhagem de livros enquanto acena ao espectador. Com ambas as obras de arte, a mensagem que o irmão de Bernardelli pretende transmitir parece ser a mesma: a morte se encarrega de levar embora inocentes e, ao mesmo tempo, triunfa sobre todo o  conhecimento adquirido. Visto isso, é razoável supor que estes fatos podem estar ligados à escolha de Henrique Bernardelli para concluir seu “trabalho-programa” bandeirante representando a morte de Fernão Dias, que triunfa, aqui, sobre toda a riqueza adquirida.
Em Os últimos momentos de um Bandeirante, Bernadelli traz à tona uma reflexão que ultrapassa em muito seus contemporâneos de profissão. Ele suscita a representação de um fato histórico em conjunto com os simbolismos da vida humana e à vida da natureza. Representando a morte como um de seus principais e mais emblemáticos personagens, busca questionar o sentido da vida -- o corpo sem vida, o herói construído socialmente; a tristeza e fugacidade da vida, em detrimento de todos os esforços para segurá-la. Todo este conjunto de elementos coloca sua obra ainda em maior discrepância em relação ao seu tempo.
A representação da morte passava por ressignificações profundas desde os últimos anos do século XIX: Na capital paulista dos anos 30, as ideias veiculadas eram as noções de progresso, desenvolvimento, modernização, higienização, reordernação do espaço urbano e força econômica. Sendo assim, a relação do homem com a morte ganhou um novo caráter: representar escancaradamente a imagem de finitude do homem em uma obra de arte era quase como inserir uma mancha no quadro, proferir uma ofensa em alto tom, já que esse modo de ver a morte ia em oposição à ideia reinante nas mentes  da elite paulista. Como ressaltou Walter Benjamim, o brilhantismo da sociedade burguesa do século XX fez com que os homens repudiassem a exposição ou espetacularização da morte, esta era uma característica intrínseca à condição humana que devia ser escondida. Foi essa uma herança da Primeira Guerra Mundial; a espetacularização das mazelas humanas deviam permanecer no passado, assim como a grande depressão econômica de 1929, em escalas mundiais, desencadeada pela quebra da bolsa de Nova York. Artistas, principalmente, figuras envoltas em uma pujança econômica, deviam apenas sinalizar uma era de prosperidade, principalmente os paulistas, que moravam no cerne industrial do país. Dentro do Museu Paulista, entretanto, o pintor oferecia uma contraponto. Toda a cultura e brilho que o museu irradiava entendiam-se ameaçadas por realidades escancaradas por artistas como Bernardelli.

### São Paulo, Brasil e os bandeirantes
A representação da morte, tema do quadro, passava por ressignificações profundas desde os últimos anos do século XIX. Na capital paulista dos anos 30, as ideias veiculadas eram as noções de progresso, desenvolvimento, modernização, higienização, reordernação do espaço urbano e força econômica. Sendo assim, a relação do homem com a morte ganhou um novo caráter: representar escancaradamente a imagem de finitude do homem em uma obra de arte era quase como inserir uma mancha no quadro, proferir uma ofensa em alto tom, já que esse modo de ver a morte ia em oposição à ideia reinante nas mentes  da elite paulista.
Como ressaltou Walter Benjamim, o brilhantismo da sociedade burguesa do século XX fez com que os homens repudiassem a exposição ou espetacularização da morte, uma característica intrínseca à condição humana que devia ser escondida. Foi essa uma herança da Primeira Guerra Mundial; a exposição das mazelas humanas deviam permanecer no passado, assim como a grande depressão econômica de 1929, em escalas mundiais, desencadeada pela quebra da bolsa de Nova York. Artistas, principalmente, figuras envoltas em uma pujança econômica, deviam apenas sinalizar uma era de prosperidade, principalmente os paulistas, que moravam no cerne industrial do país. O desejo da elite paulista cafeeira, que era clara: “a história de São Paulo é a história do Brasil.” O desejo era relacionar a determinação e coragem dos bandeirantes ao perfil do Estado de São Paulo. Dentro do Museu Paulista, entretanto, o pintor oferecia uma contraponto. Toda a cultura e brilho que o museu irradiava entendiam-se ameaçadas por realidades escancaradas por artistas como Bernardelli.

### Museu Paulista
Com o objetivo de ambientar o Museu Paulista para as comemorações do Centenário da Independência, em 1892, a nova direção, cargo ocupado pelo historiador Taunay, formulou um programa de ornamentação interna do espaço. Oitos salas foram destinadas para narrar a história paulista e a brasileira, o que transformou esse conjuntos de salas em uma alegoria histórica.
A intenção era evidenciar o fortalecimento da cidade de São Paulo com o comércio do café, o início da industrialização e a numerosa quantidade de imigrantes que se deslocavam para lá, e relacioná-lo ao desenvolvimento nacional. Nesse contexto, os bandeirantes, que partiam em incursões adentrando o interior paulista, foram as figuras centrais na conquista da  independência e extensão do território. O estigma heroico que essas figuras carregavam consigo regeu, também, o fortalecimento das tradicionais famílias paulistas, que começavam a se sentir a pressão e ameaça que o enriquecimento burguês industrial e imigrante traziam ao poder que tinham até então. O simbolismo por trás da ornamentação criada no edifício foi sintetizado por Taunay com a seguinte declaração: “O que a decoração simbólica do grande hall do museu procura sintetizar é a unidade nacional, pela recordação das grandes fases da construção territorial brasileira, desde os anos da descoberta e os do primeiro povoamento até 1822, em que o Brasil se constituiu como nação”.

### Sobre o pintor
Henrique Bernardelli concluiu seus estudos em artes na academia Imperial de Belas Artes (AIBA) do Rio de Janeiro. Rodolfo Bernardelli, seu irmão que também era um artista -- escultor --, conseguiu a tão almejada bolsa-viagem para estudar na AIBA de Roma, prêmio para o qual Henrique também concorreu, mas não conseguiu. Por isso,  Rodolfo decidiu financiar a estadia de Henrique na Europa entre os anos de 1879 e 1886, para que bebesse da fonte das artes plásticas. Lá, H. Bernardelli influenciou-se pela pintura naturalista, reflexo da sua escolha de retratar o bandeirante sob um viés dramático. O estilo naturalista propõe uma inovação pictórica em que prevalecem o virtuosismo técnico -- o apego à verossimilhança de objetos, cenários e pessoas --, com a pretensão de aproximar-se do estilo documental. Tal inovação foi cunhada pelo pintor em “Últimos Momentos de um bandeirante".

## Análise
A poesia publicada por Olavo Bilac na época de divulgação do quadro, "O caçador de esmeraldas", segue o modelo clássico de narrar uma aventura ou epopeia, e conta o episódio da morte de Fernão Dias. Durante a bandeira das “esmeraldas”, realizada no sertão de Minas Gerais entre 1674 e 1681,  a história conta que em uma noite qualquer, uma índia avisa o bandeirante de que estavam tramando a sua morte. Após descobrir quem eram os infames conspiradores, Fernão Dias manda prendê-los e executar o chefe da trama, que culminou de ser seu próprio filho. As dificuldades que acometiam a expedição continuaram a aparecer, bem como a deserção de suspeitos e acusados. Fernão foi o único que se manteve firme e não desanimou frente aos obstáculos, e, depois de muito esforço, encontrou pedras verdes em uma lagoa. Enviou, então, emissários até São Paulo para propagar a notícia, mas, acometido pela febre, morreu sem saber que sua descoberta não era o que ele pensava ser: as pedras eram simples turmalinas, e não esmeraldas.
Com o poema, a imagem que difundiu-se de Fernão Dias foi a de um bandeirante peculiar e quase próximo do anti-herói. Uma figura dramática, romântica, que lutou contra forças poderosas para, no fim, morrer na praia. Nesta medida, o protagonista do quadro de Bernardelli não se aproxima com as intenções de Taunay na época em que coordenou o Museu Paulista. Esta leitura caracteriza, também, a obra como um memento mori. Com a função de veicular uma referência explícita, o significado de um memento mori é alertar os seres humanos de que são feitos de matéria, e, por isso, mortais. De que toda a riqueza, glória e poder encontrados na vida mundana são passageiros.
Olavo Bilac tenta advertir que as ambições, paixões, e desejos intensos calcados em uma vida terrena são tristes e até ridículos, pois inevitavelmente irão se extinguir com a morte. As imagens construídas a partir de suas palavras mostram uma conduta estoica e ascética diante da vida, que condena todos os exageros e descalabros inerente à matéria. A mensagem que Bernardelli pretende transmitir com seu quadro, em que Fernão Dias encarna a ideia de um bandeirante que viveu em função de atender uma ambição excessiva, mas de que nada adiantou, porque o brilho das esmeraldas nem chegou a aparecer para ele, é essa: toda poeira irá desaparecer, todo vestígio material. Resumido, em latim, pela frase “memento homo quia pulvis est”, ou apenas “memento homo”.

## Recepção
O abandono da celebração do bandeirante herói e aventureiro por parte de Henrique Bernardelli foi sentido pelo público. H. começou a retratar obras de cunho temático bandeirante em 1889, ano localizado no final de um hiato da historiografia da memória bandeirante. Foi esse o início de um período dedicado à produção romântica indigenista nas artes em geral, mas, principalmente, na literatura. Neste período, o livro “O Brasil e as colônias portuguesas”, do historiador lusitano Oliveira Martins, era a principal referência sobre o tema.
Alguns historiadores, como Sérgio Buarque de Holanda e Capistrano de Abreu, destacam o fato de que muitos bandeirantes, em busca de sobreviver no sertão paulista, apropriavam-se de  hábitos índigenas. A exemplo disso, abandonar os calçados nos pés -- símbolos de riqueza e prestígio -- para realizar longas caminhadas, pois o couro encharcado afundava facilmente na lama, além de ter pouca durabilidade. Muitos desses hábitos, relacionados às incertezas, privações e sacrifícios dessas longas caminhadas, revelavam a fragilidade humana dos bandeirantes, antes vistos como heróis ou semi-deuses, considerados inantingíveis pelas debilidades mundanas.